# IC 1285
IC 1285 је четворострука звијезда у сазвјежђу Херкул која се налази на листи објеката дубоког неба у Индекс каталогу.
Деклинација објекта је + 25° 6' 8" а ректасцензија 18h 16m 9,8s.